# Eupelmus nihoaensis
Eupelmus nihoaensis is een vliesvleugelig insect uit de familie Eupelmidae. De wetenschappelijke naam is voor het eerst geldig gepubliceerd in 1926 door Timberlake.
1. ↑  (en) NatureServe Explorer 2.0. Gearchiveerd op 15 april 2023. Geraadpleegd op 15 april 2023.